# 後裂小副克里介
後裂小副克里介（学名：Parakrithella posticliva）为荊花介科小副克里介屬下的一个种。